# Paweł Małysiak
Paweł Małysiak (ur. 17 listopada 1963 w Krakowie) - gitarzysta i wokalista zespołu Krakowska Grupa Bluesowa. Początkowo grał na gitarze basowej. Należy do zespołu od samego początku istnienia, z jego inicjatywy zespół został reaktywowany w 1998 roku. Jest autorem wielu utworów wykonywanych przez zespół.
W roku 2007 dołączył do Zespołu Browar Żywiec, wykonującego muzykę z kręgu poezji śpiewanej i piosenki turystycznej, w którym grał na gitarze akustycznej oraz pełnił funkcję wokalisty do zakończenia współpracy jesienią 2015 roku.